# يوهان صموئيل شروتر
يوهان صموئيل شروتر (بالألمانية: Johann Samuel Schröter)‏ هو عالم عقيدة ألماني، ولد في 25 فبراير 1735 في Rastenberg ‏ في ألمانيا، وتوفي في 24 مارس 1808 في بوتشتيت في ألمانيا.